# Aleksej Fajzullaevič Sultanov
Aleksej Fajzullaevič Sultanov in russo Алексей Файзуллаевич Султанов? (Tashkent, 7 agosto 1969 – Fort Worth, 30 giugno 2005) è stato un pianista russo naturalizzato statunitense di origine uzbeka.

## Biografia
Suo padre era violoncellista, la madre violinista. All'età di sei anni seguì le prime lezioni di pianoforte a Tashkent con Tamara Popovič. Divenne noto dopo aver vinto l'ottavo Concorso pianistico internazionale Van Cliburn nel 1989, all'età di 19 anni (era il concorrente più giovane). Dopo aver vinto il Van Cliburn apparve al The Tonight Show Starring Johnny Carson e alla Late Night with David Letterman.
Nell'ottobre 1995 vinse il secondo premio al Concorso pianistico internazionale Frédéric Chopin; il primo premio non venne assegnato e Sultanov rifiutò il premio. 
Nel 1996 ebbe un grave ictus. Nel 1997 partecipò per la seconda volta al Concorso internazionale Čajkovskij vincendo il premio dei giornalisti. Un secondo ictus, nel 2001 paralizzò il suo lato sinistro del corpo. Sultanov continuò a suonare con la mano destra accompagnato dalla moglie Dace Abele, violoncellista, che eseguiva la parte sinistra. Ebbe la cittadinanza statunitense nel 2004. Morì nel 2005 all'età di 35 anni, in seguito a un nuovo ictus.